# مطله بطلایا
مطله بطلایا (به عربی: المطلة بطلایا) یک روستا در سوریه است که در ناحیه درکوش واقع شده‌است. مطله بطلایا ۳۳۰ نفر جمعیت دارد.